# 奧丁鎮區 (北達科他州麥克亨利縣)
奧丁鎮區（英語：Odin Township）是位於美國北達科他州麥克亨利縣的一個鎮區。

## 地方資料
奧丁鎮區的面積為93.62平方千米，當中陸地面積為89.16平方千米，而水域面積為4.46平方千米。根據2020年美國人口普查的數據，當地共有人口50人，而人口密度為每平方千米0.53人。